# J.J.カレッジ
ジェームス・ジョセフ・カレッジ（英語: James Joseph Colledge、1908年 - 1997年4月26日）とは15世紀から20世紀までのイギリス海軍戦艦の解説書「Ships of the Royal Navy」の著者として知られるイギリスの海軍歴史家である。H.トレバー・レントンとの共著としてイギリス海軍とイギリス連邦海軍の戦艦を掲載した「Warships of World War Two」もある。